# Владимировка (Гусевицкий сельсовет)
Владимировка (бел. Уладзіміраўка) — посёлок в Гусевицком сельсовете Буда-Кошелёвского района Гомельской области Белоруссии.

## География

### Расположение
В 14 км на юг от Буда-Кошелёво, 34 км от Гомеля, 5 км от железнодорожного разъезда Радеево (на линии Жлобин — Гомель).

## Транспортная сеть
Транспортные связи по просёлочной, затем автомобильной дороге Буда-Кошелёво — Уваровичи. Планировка состоит из короткой почти широтной улицы, пересекаемой под прямым углом второй короткой улицей. Застройка деревянными домами усадебного типа.

## История
Основан в 1920 году переселенцами с соседних деревень. В 1926 году в Пенчинском сельсовете Уваровичского района Гомельского округа. В 1930 году организован колхоз. На фронтах Великой Отечественной войны погибли 17 жителей деревни. В 1959 году в составе экспериментальной базы «Пенчин» (центр — деревня Пенчин).

## Население

### Численность
- 2018 год — 41 житель.

### Динамика
- 1926 год — 44 двора, 250 жителей.
- 1959 год — 162 жителя (согласно переписи).
- 2004 год — 40 хозяйств, 86 жителей.